# چیشما (شهرستان بوزدیاکسکی، باشقیرستان)
چیشما (انگلیسی: Chishma, Buzdyaksky District, Republic of Bashkortostan) یک شهرک در شهرستان بوزدیاکسکی باشقیرستان کشور روسیه است.